# Sjasoe

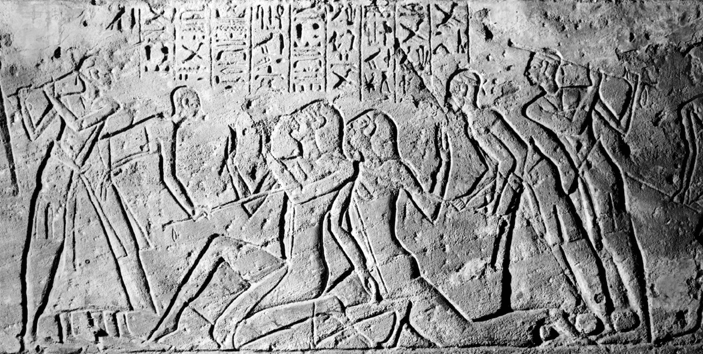
Sjasoe-spionnen door Egyptenaren afgeranseld (wandgravure van de Slag bij Kadesh).

De Sjasoe (Oudegyptisch š3sw:, "te voet voortbewegen" of "schuifelen") waren in geschriften van het oude Egypte een rondtrekkend nomadenvolk dat in de Levant in het zuiden aan de Dode Zee opdaagde en daar nog bleef rondtrekken tot in de tijd van de Derde Tussenperiode.
De oudst bekende melding van Sjasoe staat in Egyptische teksten van farao Amenhotep III (vanaf het Nieuwe Rijk), in een volkerenlijst die gedateerd wordt op 1380 v.Chr. De volken werden toen vaak geïdentificeerd aan de hand van de godheid die zij aanhingen. In dit geval gaat het om een stam in Transjordanië die op de lijst wordt aangeduid als: "Jhw in het gebied van de Sjasoe".
Volgens sommige onderzoekers (zoals Donald B. Redford) ging het om stammen van de Israëlieten uit de Hebreeuwse Bijbel. Een andere mogelijkheid is dat het de in de Hebreeuwse Bijbel genoemde Midjanieten betreft. Bij zowel de Sjasoe als de Midjanieten komt de naam van de God Jah/Jahu voor (later bij Mozes JHWH).